# Soulak
Cet article possède un paronyme, voir Soulac-sur-mer.
Le fleuve Soulak (en russe : Сулак) est un cours d'eau du nord de la république du Daghestan, en Russie, qui prend sa source dans les montagnes du Caucase. Il coule dans un des canyons les plus profonds du monde, le canyon principal de Soulak, profond de 700 m à 1 500 m.

## Géographie
Il commence à la confluence des rivières Avar Koïssou et Andi Koïssou (en). Il parcourt le canyon principal de Soulak, long de 53 km et profond de 700 m à 1 500 m, puis les gorges d'Akhetl, Tchirkeï et le canyon mineur de Soulak. Il parcourt ensuite une large vallée et forme un delta qui forme son embouchure dans la mer Caspienne à hauteur du port de Soulak (en). Son cours est long de 169 km, mais il atteint une longueur de 336 km si on y inclut le cours de sa branche mère, l'Andi Koïssou.

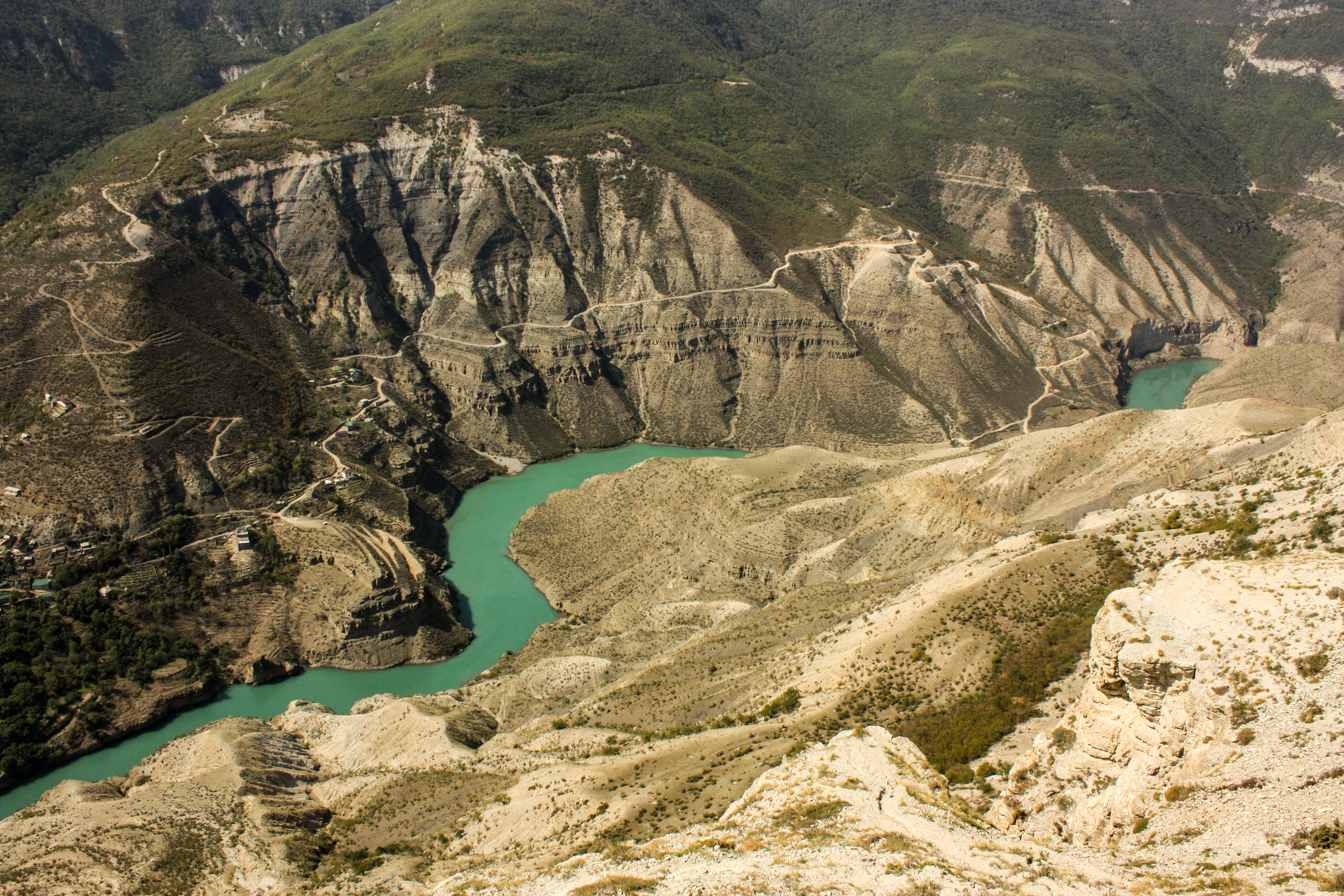
le fleuve Soulak coulant au fond du canyon principal du Soulak près de Doubki (en).
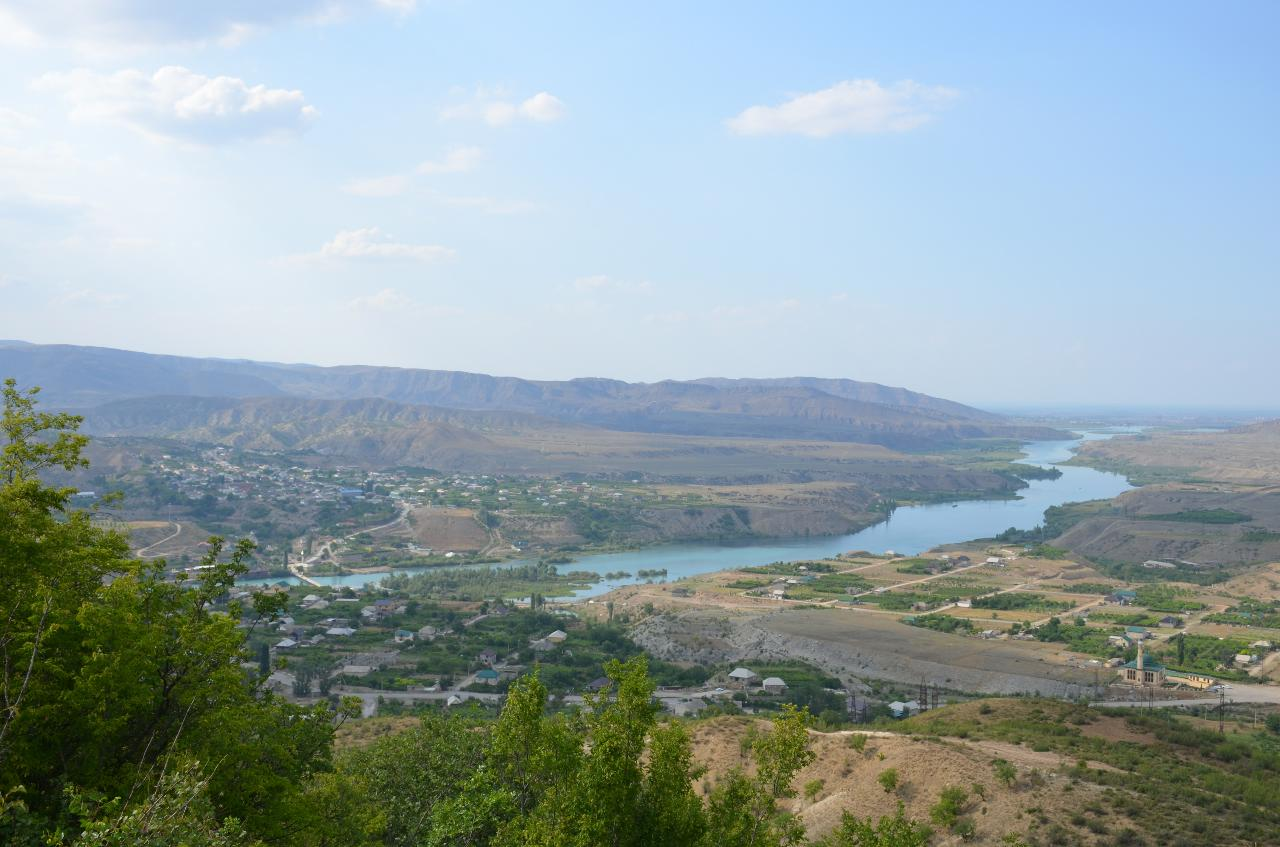
le fleuve Soulak à Novo-Zouboulti (ru).

## Hydrologie
Le fleuve a un régime de type pluvio-nival avec une prédominance nivale. La période des hautes eaux s'étend d'avril à septembre avec un maximum en juin-juillet.
L'eau du Soulak est utilisée pour l'approvisionnement des villes de Makhatchkala et Kaspiisk. Les eaux du Soulak produisent de l'électricité dans une série de centrales hydroélectriques (Miatl, Tchiriourt, Tchirkeï et Bavtougaï) d'une puissance totale de 1345,6 MW.

## Affluents
Parmi les affluents du Soulak, l'on peut distinguer les rivières suivantes : Akhsou, Tchvakhounbak, Tlar, Petit Soulak, ainsi que l'Aktach qui se jette, ainsi que l'Aksaï, dans le Soulak par le canal de la route de l'Aktach construit en 1963.

## Localités traversées
Le Soulak arrose la ville de Kiziliourt, les villages de Kirovaoul, de Doubki.